# Кудеяр (посёлок)
Кудеяр — опустевший посёлок в Севском районе Брянской области в составе Пушкинского сельского поселения.

## География
Находится в юго-восточной части Брянской области на расстоянии приблизительно 3 км на запад по прямой от районного центра города Севск.

## История
Упоминается с 1930-х годов как одноимённый колхоз. В 1970 году был присоединён посёлок Новый Луч. На карте 1941 года отмечен был как Кудияр с 31 двором. По состоянию на 2020 год опустел.

## Население
Численность населения: 9 человек (русские 100 %) в 2002 году, 18 в 2010.